# Phragmatobia mediofasciata
Phragmatobia mediofasciata là một loài bướm đêm thuộc phân họ Arctiinae, họ Erebidae.